# Antonia Baum

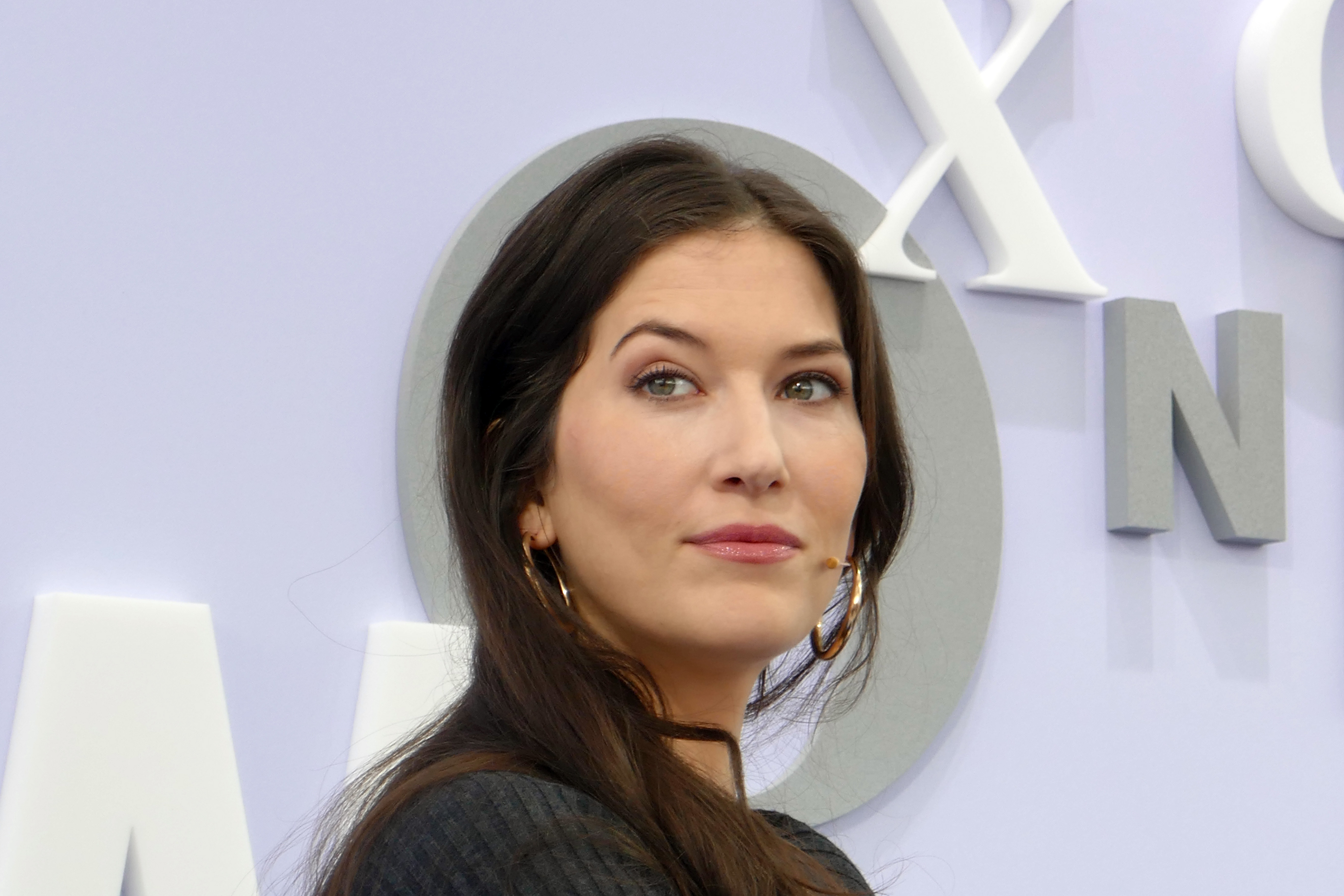
Antonia Baum auf der Leipziger Buchmesse 2018.

Antonia Baum (* 1984 in Borken) ist eine deutsche Schriftstellerin und Journalistin.

## Leben
Baum wuchs im Odenwald auf und erlangte ihr Abitur an der Martin-Luther-Schule in Rimbach. Sie studierte Literaturwissenschaft, Geschichte und Kulturwissenschaft an der Humboldt-Universität zu Berlin. Bereits während des Studiums veröffentlichte sie Kurzgeschichten, 2011 erschien ihr Debütroman Vollkommen leblos, bestenfalls tot, es folgten weitere Romane und literarische Essays. Sie schrieb für die Wochenzeitung der Freitag und war von 2012 bis 2017 Redakteurin im Feuilleton der Frankfurter Allgemeine Sonntagszeitung. Inzwischen ist sie Autorin im Feuilleton von Die Zeit. Dort veröffentlicht sie seit Januar 2020 die monatliche Kolumne Mein Leben als Frau.
Baum lebt seit 2005 in Berlin. Ihre journalistischen Arbeiten beschäftigen sich vor allem mit Literatur, Feminismus, Rap und Gesellschaftspolitik.

## Rezeption

### Vollkommen leblos, bestenfalls tot(2011)
Ihr Debütroman Vollkommen leblos, bestenfalls tot wurde von allen großen deutschen Tages- und Wochenzeitungen besprochen und stieß dabei auf gemischte Resonanz. Der Rezensent der Zeit bescheinigte Baum, sie gebe in ihrem Roman „dem wütenden Affen Zucker“, die Wut des Romans habe aber etwas Kokettes und sei „ein narzisstischer Tobsuchtanfall.“ Die tageszeitung beschrieb den Roman als „abstraktes Aggro-Stakkato“ und bescheinigte Antonia Baum sowohl für den Roman als auch für ihr journalistisches Schaffen eine „sezierende Beobachtungsgabe und die Fähigkeit, die Sätze bis ins Unerträgliche, kaum Auszuhaltende voranzutreiben.“ In der Frankfurter Allgemeinen Zeitung wurde der Roman als „reine Papierverschwendung“, „pubertär“, „vollkommen leblos“ und „grottenschlecht“ verrissen. Cornelia Fiedler hingegen spricht in der Süddeutschen Zeitung von einer „hellsichtigen Gesellschaftsanalyse“.

### Ich wuchs auf einem Schrottplatz auf, wo ich lernte, mich von Radkappen und Stoßstangen zu ernähren(2015)
Baums zweiter, 2015 veröffentlichter Roman Ich wuchs auf einem Schrottplatz auf, wo ich lernte, mich von Radkappen und Stoßstangen zu ernähren, spaltete erneut die Rezensenten. Laut der Rezension Tilman Strassers in Der Tagesspiegel mangele es dem Roman an einem energischen Lektorat: Der Leser tappe im Dunklen, der Plot trete auf der Stelle. Anders urteilte Dana Buchzik in der Süddeutschen Zeitung, die befand: „Dieser Roman ist ein großartiges Buch. Antonia Baum erzählt einfach erbarmungslos gut.“ Jurek Skrobala von Spiegel Online verglich Antonia Baums Werk mit einem „Rap auf Romanlänge“, in Die Zeit schließlich urteilte Moritz Baßler: „Poetisch dicht, reflektiert – gut; witzig, ergreifend, ein Pageturner“ über Antonia Baums Geschichte dreier Geschwister und deren Liebe zu ihrem verrückten Vater.

### Tony Soprano stirbt nicht(2016)
Wenige Wochen vor der Veröffentlichung von Ich wuchs auf einem Schrottplatz auf, wo ich lernte mich von Radkappen und Stoßstangen zu ernähren, in dessen Zentrum ein risikobegeisterter Vater steht, verunglückt Antonia Baums echter Vater schwer. Daraufhin verfasst sie Tony Soprano stirbt nicht. Das Buch zerfällt in zwei Teile: einen literarischen Essay und drei Kurzgeschichten. „Man kann hier als Leser staunend einer begabten jungen Frau dabei zusehen, wie sie in neun Kapiteln zur Schriftstellerin reift“, schreibt Christopher Schmidt in der Süddeutschen Zeitung. Felix Stephan bezeichnet Tony Soprano stirbt nicht als „durch und durch narzisstisches Buch“, das aber „außergewöhnlich intelligent und einfühlsam“ sei. Maxim Biller beschrieb die Sprache der Autorin im Literarischen Quartett als „unglaublich stark und poetisch“.

### Stillleben(2018)
In ihrem feministischen Essay beschreibt die Autorin ihr Dasein als Mutter. Die Rezensentin des Spiegels fand den Text stellenweise banal, aber zugleich lesenswert wegen Baums „extreme(r) Offenheit“. In der Süddeutschen Zeitung wird der Text als „nervig“ und „naiv“ sowie „entwaffnend“ und „klug“ beschrieben.

### Eminem(2020)
In der Reihe „Kiwi Musikbibliothek“, in der prominente Autoren über ihre Lieblingsmusiker schreiben, setzt sich die Autorin mit ihrer Hassliebe zu Eminem auseinander und geht der Frage nach, wie man als Frau die Verrenkung hinbekomme, Rap zu lieben und sich dabei permanent misogyn beleidigen zu lassen.

### Siegfried(2023)
Siegfried ist im Februar 2023 im Claassen-Verlag erschienen und der vierte Roman von Antonia Baum. Die namenlose Ich-Erzählerin, eine Schriftstellerin, die unter einer Schreibblockade leidet, kommt in ihren verschiedenen sozialen Rollen an ihre Grenzen: als Mutter, als Partnerin und in ihrem Beruf. Nachdem sie ihrem Partner eine Affäre mit ihrem Lektor gestanden hat, begibt sie sich in eine ambulante Psychiatrie. Es folgt ein Rückblick, der ihr helfen soll zu rekapitulieren, wie sie in diese Lage gekommen ist. Der titelgebende Siegfried ist der Stiefvater der Erzählerin, ein Bauunternehmer und Familienpatriarch, der oft beruflich unterwegs ist. Die bürgerliche Herkunft der Erzählerin steht im Kontrast zur Herkunft ihres Partners, der in einem ostdeutschen Plattenbau aufgewachsen ist. Als die Mutter der Protagonistin eine Affäre eingeht und sich von Siegfried trennt, wird ihr das von der Erzählerin zunächst verübelt, bis sie herausfindet, dass Siegfried ihr gegenüber gewalttätig gewesen ist. Die literarische Behandlung von Herkunft und Habitus wurde von der Kritik mit Werken von Daniela Dröscher und Christian Baron verglichen.

## Odenwald-Artikel
Anfang 2014 erschien in der Frankfurter Allgemeinen Sonntagszeitung (FAS) ein autobiografischer Artikel Baums über ihre Kindheit im ländlich geprägtem  Odenwald, die sie, sich auf Menschen und Architektur beziehend, als durchweg furchtbar beschreibt und für asoziale Verhaltensweisen und eigenen Drogenkonsum innerhalb einer Jugendgruppe verantwortlich macht. Beschreibungen wie „Odenwaldhölle“ und „scheußlichster Ort der Welt“ riefen starken Protest und Gegenkampagnen bei Bürgern und Politikern in der Region hervor.
Claudius Seidl, seinerzeit Leiter des FAS-Feuilletons, verteidigte den Text mit dem Hinweis, dass er „in der Tradition des Genres der Berlinbeschimpfung oder auch der Bayern- und Münchenbeschimpfung“ stehe.

## Werke
- Vollkommen leblos, bestenfalls tot. Hoffmann und Campe, Hamburg 2011, ISBN 978-3-455-40296-4.
- Ich wuchs auf einem Schrottplatz auf, wo ich lernte, mich von Radkappen und Stoßstangen zu ernähren. Hoffmann und Campe, Hamburg 2015, ISBN 978-3-455-40337-4.
- Tony Soprano stirbt nicht. Hoffmann & Campe, Hamburg 2016, ISBN 978-3-455-40572-9. (Auch als E-Book)
- Stillleben. Piper, München 2018, ISBN 978-3-492-05820-9. (Auch als E-Book)
- „Setzen Sie sich“, in: Sagte sie, Lina Muzur (Hrsg.), Hanser Berlin 2018.
- „Das Problem ist das Problem“, in: Schreibtisch mit Aussicht, Ilka Piepgras (Hrsg.), Kein und Aber Verlag 2020.
- Eminem. Kiepenheuer & Witsch, Köln 2020, ISBN 978-3-462-05439-2.
- Siegfried. Claassen, Berlin 2023, ISBN 978-3-546-10027-4.
- Achte Woche. Claassen, Berlin 2025, ISBN 978-3-546-10087-8.

## Auszeichnungen

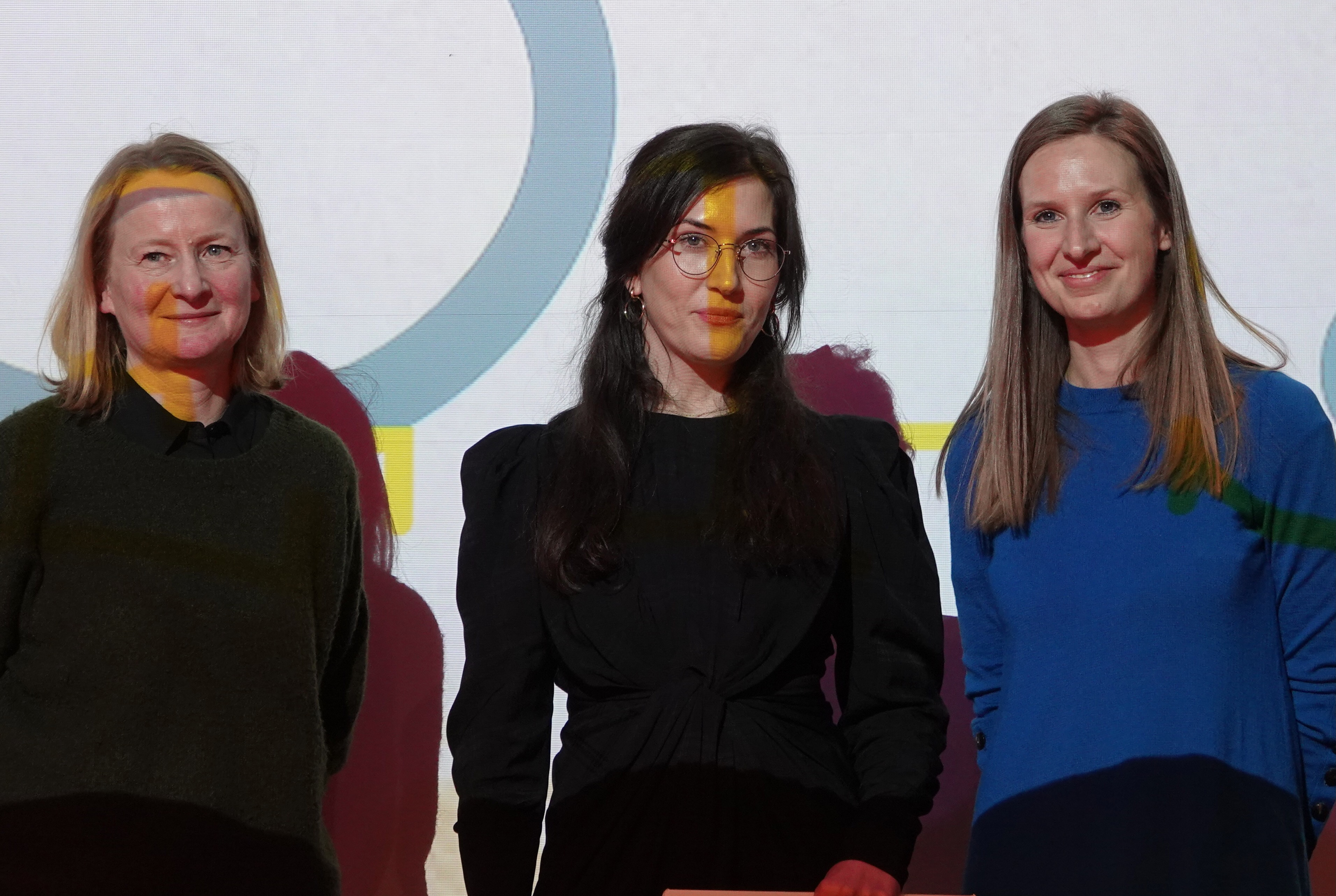
Bayern2-Wortspiele-Preis 2023 für Antonia Baum (Mitte) und ihren Roman Siegfried

- 2023: Bayern2 Wortspiele-Preis[24]